# تونغ هوي
تونغ هوي (بالصينية: 童輝) هو غطاس صيني، ولد في 8 مارس 1963.

## وصلات خارجية
- تونغ هوي على موقع الاتحاد الدولي للسباحة (الإنجليزية)
- تونغ هوي على موقع أوليمبيديا (الإنجليزية)